# Kimberly Buys
Kimberly Buys, née le 23 avril 1989 à Saint-Nicolas, est une nageuse belge.
Sa nage favorite est le papillon. Elle a établi plusieurs records de Belgique en nage libre, en dos, en papillon et en 4 nages, en petit et en grand bassin.
Elle a remporté 2 médailles d'argent aux championnats d'Europe de natation en petit bassin. En 2010 à Eindhoven, elle a terminé à la 2e place de la finale du 200 4 nages en 2 min 10 s 14. En 2012 à Chartres, elle bat le record de Belgique du 100 m papillon en finale pour décrocher la médaille d'argent en 57 s 00

## Résultats internationaux

### Jeux olympiques
| Discipline     | Londres 2012        | Londres 2012 |
| -------------- | ------------------- | ------------ |
| 100 m papillon | 19e                 | 58 s 79      |
| 100 m dos      | 29e                 | 1 min 1 s 92 |
|                | Rio de Janeiro 2016 |              |
| 100 m papillon | 15e (df)            | 58 s 63      |

### Championnats du Monde

#### En grand bassin de 50 m
| Discipline       | Melbourne 2007 | Melbourne 2007 |
| ---------------- | -------------- | -------------- |
| 50 m papillon    | 16e (df)       | 27 s 27        |
| 100 m papillon   | 25e            | 1 min 0 s 37   |
|                  | Rome 2009      |                |
| 100 m dos        | 32e            | 1 min 2 s 46   |
| 50 m papillon    | 33e            | 26 s 85        |
| 100 m papillon   | 19e            | 58 s 62 (RN)   |
|                  | Shanghai 2011  |                |
| 100 m dos        | 28e            | 1 min 2 s 48   |
| 200 m dos        | 22e            | 2 min 13 s 01  |
| 100 m papillon   | 31e            | 59 s 88        |
|                  | Barcelone 2013 |                |
| 100 m nage libre | 25e            | 55 s 68 (RN)   |
| 50 m dos         | 27e            | 29 s 16        |
| 100 m dos        | 15e (df)       | 1 min 1 s 24   |
| 50 m papillon    | 15e (df)       | 26 s 48        |
| 100 m papillon   | 19e            | 59 s 28        |
|                  | Kazan 2015     |                |
| 100 m nage libre | 31e            | 55 s 66        |
| 200 m nage libre | 40e            | 2 min 2 s 54   |
| 50 m papillon    | 16e (df)       | 26 s 43        |
| 100 m papillon   | 16e (df)       | 59 s 08        |
|                  | Budapest 2017  |                |
| 50 m papillon    | 7e (f)         | 25 s 78        |
| 100 m papillon   | 16e (df)       | 58 s 49        |
|                  | Gwangju 2019   |                |
| 50 m papillon    | 16e (df)       | 26 s 51        |
| 100 m papillon   | 25e            | 59 s 26        |

#### En petit bassin de 25 m
| Discipline       | Doha 2014    | Doha 2014    |
| ---------------- | ------------ | ------------ |
| 100 m dos        | 22e          | 58 s 87      |
| 50 m papillon    | 9e (df)      | 25 s 72 (RN) |
| 100 m papillon   | 7e (f)       | 56 s 82      |
|                  | Windsor 2016 |              |
| 100 m nage libre | 27e          | 54 s 64      |
| 50 m papillon    | 10e (df)     | 25 s 90      |
| 100 m papillon   | 17e          | 58 s 26      |

### Championnats d'Europe
- Championnats d'Europe 2018 (Glasgow) :
  -  Médaille de bronze du 50 m papillon.

#### En grand bassin de 50 m
| Discipline           | Budapest 2006  | Budapest 2006      |
| -------------------- | -------------- | ------------------ |
| 50 m papillon        | 14e (df)       | 27 s 53            |
| 100 m papillon       | 29e            | 1 min 1 s 70       |
| 200 m 4 nages        | 27e            | 2 min 22 s 66      |
| Discipline           | Eindhoven 2008 | Eindhoven 2008     |
| 100 m nage libre     | 29e            | 56 s 61            |
| 50 m papillon        | 9e (df)        | 26 s 98            |
| 100 m papillon       | 13e (df)       | 59 s 87            |
| 4 × 100 m 4 nages    | 8e (f)         | 4 min 7 s 54       |
|                      | Budapest 2010  |                    |
| 100 m dos            | 16e (df)       | 1 min 2 s 75       |
| 50 m papillon        | 16e (df)       | 27 s 29            |
| 100 m papillon       | 22e            | 1 min 0 s 70       |
| 4 × 100 m 4 nages    | 7e (f)         | 4 min 9 s 33       |
|                      | Berlin 2014    |                    |
| 50 m papillon        | 8e (f)         | 26 s 29            |
| 100 m papillon       | 12e (df)       | 59 s 07            |
|                      | Londres 2016   |                    |
| 100 m nage libre     | 38e            | 56 s 16            |
| 50 m papillon        | 11e (df)       | 26 s 36            |
| 100 m papillon       | 5e (f)         | 58 s 48            |
| 4 × 100 m nage libre | 11e            | 3 min 44 s 22 (RN) |
| 4 × 200 m nage libre | 7e (f)         | 8 min 2 s 67 (RN)  |
| 4 × 100 m 4 nages    | 7e (f)         | 4 min 5 s 23 (RN)  |
|                      | Glasgow 2018   |                    |
| 50 m papillon        | 3e (f)         | 25 s 74            |
| 100 m papillon       | 13e (df)       | 58 s 99            |

#### En petit bassin de 25 m
- Championnats d'Europe 2010 (Eindhoven) :
  -  Médaille d'argent du 200 m 4 nages.
- Championnats d'Europe 2012 (Chartres) :
  -  Médaille d'argent du 100 m papillon.

| Discipline       | Trieste 2005    | Trieste 2005       |
| ---------------- | --------------- | ------------------ |
| 50 m papillon    | 20e             | 27 s 46            |
| 100 m papillon   | 27e             | 1 min 1 s 31       |
|                  | Helsinki 2006   |                    |
| 50 m papillon    | 10e (df)        | 27 s 07            |
| 100 m papillon   | 12e (df)        | 59 s 88            |
| 100 m 4 nages    | dsq. (df)       | 1 min 3 s 52       |
| 400 m 4 nages    | 15e             | 4 min 49 s 87      |
|                  | Debrecen 2007   |                    |
| 200 m nage libre | 20e             | 1 min 59 s 74      |
| 50 m papillon    | 8e (f)          | 27 s 02            |
| 100 m papillon   | 7e (f)          | 58 s 92            |
| 200 m 4 nages    | 11e             | 2 min 12 s 21      |
|                  | Rijeka 2008     |                    |
| 200 m dos        | 12e             | 2 min 7 s 89       |
| 50 m papillon    | 18e             | 26 s 94            |
| 100 m papillon   | 10e (df)        | 57 s 71            |
| 100 m 4 nages    | 11e (df)        | 1 min 0 s 92       |
| 200 m 4 nages    | 7e (f)          | 2 min 10 s 22      |
| 4 × 50 m 4 nages | 15e             | 1 min 52 s 45      |
|                  | Istanbul 2009   |                    |
| 100 m dos        | 28e             | 1 min 0 s 33       |
| 200 m dos        | 10e             | 2 min 6 s 54       |
| 50 m papillon    | 13e (df)        | 26 s 11            |
| 100 m papillon   | 10e (df)        | 57 s 48            |
| 200 m 4 nages    | 10e (f)         | 2 min 9 s 60       |
|                  | Eindhoven 2010  |                    |
| 50 m dos         | 25e             | 28 s 80            |
| 200 m dos        | 8e (f)          | 2 min 7 s 80       |
| 50 m papillon    | 9e (df)         | 26 s 45            |
| 100 m papillon   | 8e (f)          | 59 s 05            |
| 200 m 4 nages    | 2e (f)          | 2 min 10 s 14      |
|                  | Chartres 2012   |                    |
| 100 m dos        | 8e (f)          | 58 s 94            |
| 50 m papillon    | 5e (f)          | 25 s 83            |
| 100 m papillon   | 2e (f)          | 57 s 00 (RN)       |
| 4 × 50 m 4 nages | 6e (f)          | 1 min 48 s 44 (RN) |
|                  | Copenhague 2017 |                    |
| 50 m papillon    | 5e (f)          | 25 s 59            |
| 100 m papillon   | 6e (f)          | 56 s 87            |

Légende
(df) : demi-finale, (f) : finale, (RN) : Record National